# Trematopygus chabarovski
Trematopygus chabarovski är en stekelart som beskrevs av Hinz 1986. Trematopygus chabarovski ingår i släktet Trematopygus och familjen brokparasitsteklar. Inga underarter finns listade i Catalogue of Life.